# Дасинь
Даси́нь (кит. упр. 大新, пиньинь Dàxīn) — уезд городского округа Чунцзо Гуанси-Чжуанского автономного района (КНР).

## История
Во времена Китайской Республики в этих местах находились уезды Лэйпин (雷平县), Янли (养利县) и Ваньчэн (万承县).
После вхождения этих мест в состав КНР в конце 1949 года был образован Специальный район Лунчжоу (龙州专区), и эти три уезда вошли в его состав. В 1951 году Специальный район Лунчжоу был переименован в Специальный район Чунцзо (崇左专区), а эти три уезда были объединены в уезд Дасинь.
В декабре 1952 года в провинции Гуанси был создан Гуйси-Чжуанский автономный район (桂西壮族自治区), и Специальный район Чунцзо вошёл в его состав. В 1953 году Специальный район Чунцзо был объединён со Специальным районом Биньян (宾阳专区), образовав Специальный район Юннин (邕宁专区), а затем Специальный район Юннин был расформирован, и уезд был подчинён напрямую властям Гуйси-Чжуанского автономного района.
В 1956 году Гуйси-Чжуанский автономный район был переименован в Гуйси-Чжуанский автономный округ (桂西僮族自治州). В 1957 году был вновь создан Специальный район Юннин. В 1958 году автономный округ был упразднён, а вся провинция Гуанси была преобразована в Гуанси-Чжуанский автономный район. Специальный район Юннин был опять расформирован, и уезд перешёл в состав Специального района Наньнин (南宁专区). В декабре 1958 года уезды Дасинь и Тяньдэн были объединены в уезд Синьин (新英县), но уже в 1959 году он был расформирован, а уезды Дасинь и Тяньдэн — воссозданы.
В 1971 году Специальный район Наньнин был переименован в Округ Наньнин (南宁地区).
Постановлением Госсовета КНР от 23 декабря 2002 года округ Наньнин был расформирован; часть из входивших в его состав административных единиц была передана в состав городского округа Наньнин, а из оставшихся был образован городской округ Чунцзо; уезд вошёл в состав городского округа Чунцзо.

## Административное деление
Уезд делится на 5 посёлков и 9 волостей.